# Ribeira dos Carinhos
Ribeira dos Carinhos ist ein Ort und eine ehemalige Gemeinde (Freguesia) im portugiesischen Kreis Guarda. Die Gemeinde hatte 108 Einwohner (Stand 30. Juni 2011).
Am 29. September 2013 wurden die Gemeinden Ribeira dos Carinhos und Jarmelo (São Miguel) zur neuen Gemeinde Jarmelo São Miguel zusammengeschlossen.